# Christine - La macchina infernale (romanzo)
 La sua infinita tenacia. La sua furia indomabile. (Excipit del libro)
Christine - La macchina infernale (Christine) è un romanzo horror di Stephen King, edito nel 1983. Nello stesso anno, dal libro è stato tratto il film omonimo diretto da John Carpenter.

## Trama
La storia si snoda attorno ad un giovane di nome Arnie Cunningham e la sua Plymouth Fury del 1958, soprannominata "Christine". La storia è ambientata in un sobborgo di Pittsburgh, Pennsylvania, tra l'estate del 1978 e la primavera del 1979. Il romanzo è diviso in tre parti, la prima e la terza sono scritte in prima persona, dal punto di vista di Dennis Guilder, il migliore (e solo) amico di Arnie. La sezione centrale del libro è scritta in narratore onnisciente terza persona.
Nel 1978, tornando a casa da scuola, Arnie ed il suo migliore amico, l'atletico Dennis Guilder notano una Plymouth Fury del 1958, abbandonata e malmessa, parcheggiata dinanzi ad una vecchia abitazione. Arnie chiede a Dennis di fermarsi, e, dopo aver esaminato la vettura, viene notato da Roland D. LeBay, padrone di casa e proprietario della macchina che, dopo aver tessuto le lodi di "Christine", si offre di venderla ad Arnie per $250, essendo lui stesso ormai troppo vecchio e malato per prendersi cura di un'automobile sportiva (LeBay infatti indossa un corsetto medico). Nonostante i contrari suggerimenti di Dennis, Arnie immediatamente versa una caparra di $25 promettendo di pagare il resto della somma l'indomani.
L'indomani, come promesso, Arnie e Dennis ritornano da LeBay per la consegna del libretto di proprietà, ma Dennis, sedutosi dentro "Christine" per valutarne gli interni, sperimenta un flashback al 1958, anno in cui Christine era stata appena acquistata da LeBay. Dennis si allontana terrorizzato dalla nuova macchina dell'amico.
Arnie decide di portare la sua nuova macchina al garage e carrozzeria fai-da-te di Will Darnell, soggetto in odore di affari loschi, curando personalmente il restauro della macchina. Inoltre, mentre Arnie ripara Christine, riportandola alla sua bellezza originaria, lui stesso sembra cambiare, diventando cinico e privo del senso dell'umorismo, ma contemporaneamente più fiducioso e sicuro di sé, scrollandosi di dosso la sua goffa aria da studente imbranato. Ad ulteriore motivo di curiosità da parte di Dennis, nonostante Arnie sia visto esclusivamente effettuare riparazioni minori e semplici manovre di manutenzione su Christine, Christine sembra comunque ritornare nuova di fabbrica in molte delle sue componenti, quasi rispecchiando la sicurezza acquisita dal suo proprietario. Infine, quando LeBay muore, Dennis incontra suo fratello, George LeBay, che gli racconta del passato di Roland da ragazzo cinico, asociale e violento. Aggiunge inoltre che la figlia di LeBay era morta ancora ragazzina mangiando un hamburger sul sedile posteriore di Christine, e che sua moglie, disperata, si era suicidata col monossido di carbonio, seduta sul sedile anteriore. Dopo questo racconto, Dennis comincia a notare che la nuova personalità di Arnie presenta molti tratti in comune con la personalità del giovane LeBay.
Mentre Arnie ha quasi ultimato la riparazione di Christine, l'affascinante studentessa Leigh Cabot si trasferisce nella scuola di Arnie e Dennis, diventando istantaneamente popolare per la sua bellezza e dolcezza. Leigh stranamente decide di fidanzarsi con Arnie, ma durante un appuntamento lei rischia di morire soffocata mentre sta mangiando un hamburger sul sedile di Christine, esattamente come la figlia di LeBay. Inoltre, salvata solo dall'intervento di un autostoppista caricato poco prima, Leigh nota che Christine sembrava "osservarla" durante la sua sofferenza, manifestando degli occhi verdi dal cruscotto, e che i tentativi di Arnie di salvarla sembravano inefficienti e poco efficaci, nonché ostacolati dal fatto che, inesplicabilmente, le portelle di Christine sembrano bloccarsi. Concludendo che Christine ha una personalità autonoma, malevola e gelosa, e che vede lei come una rivale per l'amore di Arnie, Leigh giura di non mettere mai più piede nella macchina del suo ragazzo.
Inoltre, la madre di Arnie rifiuta a suo figlio il permesso di tenere l'automobile nel garage di casa, così suo padre gli compra un abbonamento per il parcheggio dell'aeroporto, convinto che ciò spingerà Arnie ad un uso più razionale della sua nuova automobile. Poco dopo Buddy Repperton, un bullo vendicativo che Arnie e Dennis avevano fatto espellere dal liceo, raduna un gruppo di vandali e distrugge Christine. Arnie, sconvolto ed ormai quasi folle, riporta Christine al garage di Darnell, cercando di ripararla nuovamente, peraltro danneggiando la sua schiena e venendo costretto ad indossare un corsetto medico come quello di LeBay. Lì Arnie scopre che Christine ha la capacità di autorigenerarsi, in quanto Christine ripara da sola ogni danno subito. Da quel punto in poi Arnie decide di abbandonare Leigh, concentrandosi esclusivamente sulla sua automobile.
Di lì a poco Buddy e la sua gang muoiono misteriosamente in una serie di incidenti automobilistici. Arnie è il primo sospettato, ma nonostante la polizia lo tenga sotto controllo, ha sempre un alibi per ogni morte. Infatti, nonostante sul luogo di ogni delitto vi siano tracce di Christine, l'auto risulta ad ogni indagine perfettamente pulita e priva di danni, in quanto oltre all'abilità di autoripararsi Christine sembra acquisire anche l'abilità di guidarsi da sola per commettere gli omicidi. Infine, per evitare nuove indagini sul suo padrone e su se stessa, Christine uccide Darnell e il detective assegnato al caso.
Arnie, ormai ossessionato da Christine, abbandona Leigh e Dennis, i quali si innamorano, ed insieme decidono di investigare sul passato di Christine e LeBay per il bene del loro amico. Concludendo che Christine sta influenzando Arnie, organizzano un piano per attirare Christine al garage di Darnell, approfittando di un'assenza di Arnie, ed usare un camion per ridurla in pezzi ed ulteriormente rompere i pezzi in un compattatore. Il piano riesce, ma Dennis viene informato che Arnie e sua madre sono morti in un incidente autostradale. Dennis, esaminando il racconto dell'incidente, si convince che lo spirito di LeBay, abbandonando Christine al momento della sua distruzione, abbia provocato l'incidente e la morte di Arnie e dei suoi genitori.
Quattro anni dopo, Dennis racconta la sua storia e l'epilogo. Lui e Leigh, fidanzati durante gli anni dell'università, ora si sono separati, lei si è sposata e ha due gemelle e lui è diventato insegnante di liceo. Un giorno, leggendo il giornale, scopre che a Los Angeles Sander "Sandy" Galton, l'ultimo sopravvissuto della banda di Buddy (che aveva informato quest'ultimo del fatto che Arnie parcheggiasse Christine all'aeroporto, poiché vi lavorava come sorvegliante), diventato operatore cinematografico in un drive-in, è morto durante uno strano incidente quando un'automobile sconosciuta ha sfondato la parete del cinema per schiacciarlo. Terrorizzato, Dennis ipotizza che Christine sia riuscita a rigenerarsi per vendicarsi delle ultime persone rimaste da uccidere: il bullo, Leigh, George LeBay, Marcia (sorella di George e Roland) e, per ultimo, lui stesso.

## Genesi dell'opera
La prima stesura del romanzo risale al 1977-1978. L'idea originaria, quella di un ragazzo che possiede una macchina con il contachilometri che va al contrario e che più questo va indietro più quella torna nuova, era destinata ad un racconto, come si può notare dalla struttura stessa del romanzo.

## Riferimenti e citazioni
Il romanzo viene citato nell'episodio Il gioco del Se Fossi 2 della terza stagione del cartone animato Futurama dove Fry vestito da spaventapasseri legge il libro. Appare anche nel libro It nel momento in cui Henry viene portato da Christine all'hotel in cui alloggiano i Perdenti, cosa che fa presupporre che LeBay abbia ultimato la sua vendetta.

## Numeri ISBN
- ISBN 0-606-00784-9 (prebound, 1983)
- ISBN 0-670-22026-4 (cloth text, 1983)
- ISBN 84-01-49889-9 (hardcover, 1992)
- ISBN 84-01-49967-4 (hardcover, 1999)
- ISBN 0-7862-2631-5 (hardcover, 2000)
- ISBN 0-9676282-2-9 (paperback, 2000)
- ISBN 0-451-16044-4

## Edizioni
- Stephen King, Christine. La macchina infernale, traduzione di Tullio Dobner, collana Super bestseller, Sperling Paperback, 1995,  p. 634, ISBN 88-7824-473-2.